# Leucophenga subvittata
Leucophenga subvittata är en tvåvingeart som beskrevs av Oswald Duda 1939. Leucophenga subvittata ingår i släktet Leucophenga och familjen daggflugor. Inga underarter finns listade i Catalogue of Life.